# Empoasca dissensi
Empoasca dissensi är en insektsart som beskrevs av Irena Dworakowska 1972. Empoasca dissensi ingår i släktet Empoasca och familjen dvärgstritar.
Artens utbredningsområde är Kongo-Kinshasa. Inga underarter finns listade i Catalogue of Life.